# نیازقلی
نیازقلی یک روستا در ایران است که در دهستان ارشق غربی واقع شده‌است. نیازقلی ۸۵ نفر جمعیت دارد.